# 赵长春
赵长春（1918年—2010年10月29日），直隶（今河北）南宫人，中国共产党及中华人民共和国官员，中华人民共和国对外贸易部副部长。

## 生平
1918年生于南宫县鲁义寨村。1937年6月加入中国共产党。抗日战争期间，任枣南县抗联主任。第二次国共内战期间，历任中共故城县委书记兼县长、冀南二地委委员兼办公室主任、中共湖南常德地委组织部部长。1951年7月，调任中共武汉市委组织部干部处处长，后历任市委组织部部长、武汉市江岸区委第一书记。
1959年庐山会议后，1959年底至1960年初，武汉市开展了一场“反右倾宗派主义”的斗争，受批判的主要有李尔重（时任中共武汉市委书记处书记）、杨青（时任中共武汉市委书记处书记）、赵长春（时任中共武汉市委组织部长）、纪辉（时任中共武汉市监察委员会书记）。因各种原因，中共武汉市委未能给这场斗争形成一个比较极端的结论，但斗争发生后不久，李尔重、杨青、赵长春、纪辉先后离开中共武汉市委。两年后在1962年1月至2月间召开的七千人大会上，有人将此事捅出，要求甄别平反。会后，中共武汉市委将上述四人请回武汉，认错道歉。
1963年4月，调任对外贸易部人事局代局长，后任政治部副主任，1965年2月任中共对外贸易部党组委员。1973年9月到1978年11月，历任北京对外贸易学院党委书记、院长、对外贸易部办公厅主任。1978年11月起，历任对外贸易部副部长、党组成员和对外经济贸易部驻广州特派员（副部长级）。1985年离休。
2010年10月29日，赵长春在北京病逝，享年92岁。